# جناح نانکی
جناح نانکی (به ژاپنی: 南紀派)؛ به طرفداران توکوگاوا ایه‌موچی از خاندان کیشو توکوگاوا در مسئله جانشینی شوگون در دوره باکوماتسو گفته می‌شود. مسئله جانشینی شوگون این جناح در مقابل جناح هیتوتسوباشی که طرفدار توکوگاوا یوشینوبو از خاندان هیتوتسوباشی توکوگاوا بودند، قرار داشت.